# فنسنت تشو
فنسنت تشو (بالإنجليزية: Vincent Zhou)‏ هو متزلج فني أمريكي، ولد في 25 أكتوبر 2000 في سان خوسيه في الولايات المتحدة.

## وصلات خارجية
- فنسنت تشو على موقع الاتحاد الدولي للتزلج (الإنجليزية)
- فنسنت تشو على موقع اللجنة الأولمبية الدولية (الإنجليزية)
- فنسنت تشو على موقع أوليمبيديا (الإنجليزية)
- فنسنت تشو على موقع اللجنة الأولمبية والبارالمبية الأمريكية (الإنجليزية)